# Campaña de las Islas Salomón
La Campaña de las Islas Salomón fue una campaña importante de la guerra del Pacífico de la Segunda Guerra Mundial. Comenzó con el aterrizaje y ocupación japonesa de varias áreas británicas como en las Islas Salomón y en Bougainville, en el Territorio de Nueva Guinea, durante los primeros seis meses de 1942. Los japoneses ocuparon estas localidades y comenzaron la construcción de varias bases navales y  aéreas con la finalidad de proteger el flanco de la ofensiva japonesa en Nueva Guinea, estableciendo una barrera de seguridad para la principal base japonesa en Rabaul de Nueva Bretaña, y proporcionando bases para cortar las líneas de suministro entre las fuerzas aliadas de los Estados Unidos, Australia y Nueva Zelanda.
Los aliados, con el propósito de defender su comunicación y sus líneas de suministro en el Pacífico Sur, apoyaron su contraofensiva en Nueva Guinea, y aislaron la base japonesa en Rabaul, contraatacando los japoneses en las Islas Salomón con desembarcos en Guadalcanal, (véase Campaña de Guadalcanal) y las pequeñas islas vecinas el 8 de agosto de 1942. Estos desembarcos iniciaron una serie de batallas entre los dos adversarios, comenzando con el desembarco en Guadalcanal y continuando con varias batallas en la zonas central y norte de las Islas Solomón, en y alrededor de las Islas Nueva Georgia, y de la isla de Bougainville.
En una campaña de luchas agotadoras en tierra, en mar, y en el aire, los aliados agotaron a los japoneses, infligiendo pérdidas irreemplazables en activos militares japoneses. Los aliados volvieron a tomar parte de las Islas Salomón (aunque la resistencia continuó hasta el final de la guerra), y también aislaron y neutralizaron algunas posiciones japonesas, que entonces fueron puenteadas. La Campaña de las Islas Salomón se convergió con la Campaña de Nueva Guinea.

## Antecedentes

### Antecedentes estratégicos
El 7 de diciembre de 1941, después de no poder resolver un conflicto con los Estados Unidos sobre las acciones de Japón en China e Indochina francesa, los japoneses atacaron a la Flota del Pacífico estadounidense en Pearl Harbor, Hawái. El ataque inutilizó la mayor parte de los acorazados de la Flota del Pacífico estadounidense y comenzó un estado de la guerra formal entre las dos naciones. Al poner en marcha esta guerra, los líderes japoneses intentaron neutralizar la flota norteamericana, sosteniendo posesiones ricos en recursos naturales, y obteniendo bases militares estratégicas para defender su extenso imperio. Poco después de estos hechos, otras naciones, incluyendo al Reino Unido, Australia, y Nueva Zelanda se unieron a los Estados Unidos como aliados en la guerra contra Japón. Según las palabras del Número Uno de la Orden Secreta de la Flota Combinada de la Armada Japonesa, registrado el 1 de noviembre de 1941, las metas de las campañas japonesas iniciales en la inminente guerra eran las de, "(expulsar) las fuerzas británicas y norteamericanas de las Indias holandesas y de las Filipinas,(y) establecer una política de autosuficiencia autónoma y de independencia económica".
El imperio de Japón logró sus objetivos estratégicos iniciales en los primeros seis meses de la guerra, capturando las Filipinas, Tailandia, Malasia británica, Singapur, Indias Orientales Neerlandesas, la Isla Wake, Nueva Bretaña, las Islas Gilbert, y Guam. Una de las metas japonesas era la de establecer un perímetro defensivo eficaz de la India británica al oeste, a través de Indias Orientales Neerlandesas en el sur, y a las bases de las islas en el Pacífico Sur y Central como su línea de defensa del sudeste. Anclando sus posiciones defensivas en el Pacífico Sur estaba la base japonesa principal del Ejército y de la Armaba en Rabaul, Nueva Bretaña, que fue capturada en enero de 1942. En marzo y abril, las fuerzas japonesas ocuparon y comenzaron a construir un campo de aviación en Buka, al norte de Bougainville, así como un campo de aviación y una base naval en Buin, en Bougainville meridional.

### Avance japonés en las Islas Salomón
En abril de 1942, el ejército y la armada japonesas juntos iniciaron la Operación Mo, un plan común para capturar Port Moresby en Nueva Guinea. También la parte del plan era una operación de la armada para capturar Tulagi en la parte meridional de las Islas Salomón. El objetivo de la operación de los japoneses era ampliar su perímetro meridional y establecer bases para apoyar futuros avances posible para mantener Nauru, Banaba, Nueva Caledonia, Fiyi, y Samoa de tal modo que cortó las líneas de suministros entre Australia y los Estados Unidos, con la finalidad de reducir o de eliminar a Australia como amenaza para las posiciones japonesas en el Pacífico Sur. La Armada Imperial Japonesa también propuso una futura invasión a Australia, pero el Ejército Imperial Japonés contestó que se carecía de las suficientes tropas para apoyar tal operación.
Las fuerzas navales japonesas capturaron con éxito Tulagi pero su invasión a Port Moresby fue repelida en la Batalla del Mar del Coral. Poco después de eso, la Armada Imperial Japonesa estableció pequeñas guarniciones en las zonas norte y central de las Islas Salomón. Un mes después, la Flota Combinada Japonesa perdió cuatro de sus portaaviones en la Batalla de Midway.
Los aliados contraatacaron las amenazas de Australia con una acumulación de tropas y aviones, con la finalidad de acercarse y reconquistar a las Filipinas. En marzo de 1942, el almirante Ernest King, en aquel entonces Comandante en Jefe de la Flota estadounidense, había abogado por una ofensiva a Nuevas Hébridas a través de las Islas Salomón hasta el Archipiélago Bismarck. Después de la victoria en las Islas Midway, el general Douglas MacArthur, quien había tomado el mando del Área de Pacífico del Suroeste, propuso un ataque relámpago con la intenciones de volver a tomar Rabaul, la cual los japoneses habían  fortificado y convertido en su base de operaciones. La Armada de los Estados Unidos abogó por un acercamiento más gradual desde Nueva Guinea hasta las Islas Salomón. Estas competentes propuestas fueron resueltas por el Jefe del Estado Mayor del Ejército General, el almirante George C. Marshall, que adoptó un plan de tres tareas. La tarea 1 era la captura de la isla de Tulagi. La tarea 2 era un avance a lo largo de la costa de Nueva Guinea. La tarea 3 era la captura de Rabaul. la Tarea 1 fue implementada por la directiva del Estado Mayor Conjunto de los Estados Unidos el 2 de julio de 1942 y se la nombró como Operación Watchtower, la cual se convirtió en la Campaña de las Islas Salomón.

## Curso de la campaña
Los aliados crearon una formación aérea combinada, el Cactus Air Force, estableciendo superioridad aérea durante las horas a luz del día. Los japonese entonces recurrieron a las misiones de reabastecimiento de manera nocturna a lo cual lo llamaron "Transporte de ratas" (y los aliados los llamaron "Tokyo Express") a través del Estrecho de Nueva Georgia (conocida como "La Ranura"). Muchas batallas estallaron con el intento de detener las provisiones japonesas. Muchas naves fueron perdidas por ambos lados en el área conocida como "Estrecho del Fondo de Hierro".
El éxito de los aliados en la Campaña de las Islas Salomón evitó que los japoneses bloquearan a Australia y Nueva Zelanda de la Operación Cartwheel de los Estados Unidos - la magnífica estrategia aliada para las campañas de Islas Salomón y de Nueva Guinea  lanzada el 30 de junio de 1943, aisló y neutralizó Rabaul y destruyó mucho de supremacía marítima y aérea de Japón. Esto abrió el camino para que las fuerzas aliadas recuperen las Filipinas y bloqueen a Japón de sus áreas cruciales de recurso en las Indias Orientales Neerlandesas.
La campaña de las Islas Salomón culminó con la Campaña de Bougainville (1943-45), que se prolongó hasta el final de la guerra.